# 2014-es wimbledoni teniszbajnokság
A 2014-es wimbledoni teniszbajnokság az év harmadik Grand Slam-tornája, a wimbledoni teniszbajnokság 128. kiadása volt. Az eseményt 2014. június 23. és július 6. között rendezték meg Londonban. A mérkőzéseket az All England Lawn Tennis and Croquet Club füves pályáin játszották le.

## Döntők

### Férfi egyes
Novak Đoković –  Roger Federer 6–7(7), 6–4, 7–6(4), 5–7, 6–4

### Női egyes
Petra Kvitová –  Eugenie Bouchard 6–3, 6–0

### Férfi páros
Vasek Pospisil /  Jack Sock –  Bob Bryan /  Mike Bryan 7–6(5), 6–7(3), 6–4, 3–6, 7–5

### Női páros
Sara Errani /  Roberta Vinci –  Babos Tímea /  Kristina Mladenovic 6–1, 6–3

### Vegyes páros
Nenad Zimonjić /  Samantha Stosur –  Makszim Mirni /  Csan Hao-csing 5–7, 6–4, 6–2

### Juniorok

#### Fiú egyéni
Noah Rubin –  Stefan Kozlov 6–4, 4–6, 6–3

#### Lány egyéni
Jeļena Ostapenko –  Kristína Schmiedlová 2–6, 6–3, 6–0

#### Fiú páros
Orlando Luz /  Marcelo Zormann –  Stefan Kozlov /  Andrej Rubljov 6–4, 3–6, 8–6

#### Lány páros
Tami Grende /  Je Csiu-jü –  Marie Bouzková /  Gálfi Dalma 6–2, 7–6(5)

## Világranglistapontok
| Eredmény           | Férfi egyes | Férfi páros | Női egyes | Női páros |
| ------------------ | ----------- | ----------- | --------- | --------- |
| Győzelem           | 2000        | 2000        | 2000      | 2000      |
| Döntő              | 1200        | 1200        | 1300      | 1300      |
| Elődöntő           | 720         | 720         | 780       | 780       |
| Negyeddöntő        | 360         | 360         | 430       | 430       |
| 16 között          | 180         | 180         | 240       | 240       |
| 32 között          | 90          | 90          | 130       | 130       |
| 64 között          | 45          | 0           | 70        | 5         |
| 128 között         | 10          | –           | 10        | –         |
| Főtáblára jutás    | 25          | 25          | 40        | 48        |
| Selejtező (3. kör) | 16          | –           | 30        | –         |
| Selejtező (2. kör) | 8           | –           | 20        | –         |
| Selejtező (1. kör) | 0           | –           | 2         | –         |

## Pénzdíjazás
A torna teljes díjazása 25 000 000 angol font volt. Ez 10,8%-os emelést jelentett az előző évhez képest, s ezzel a wimbledoni tenisztorna összdíjazása minden korábbi Grand Slam-tornáénál nagyobb volt.
| Eredmény             | Egyes*        | Páros**                                                                   | Vegyes páros**                                                            |
| Győzelem             | 1 760 000 £   | 325 000 £                                                                 | 96 000 £                                                                  |
| Döntő                | 880 000 £     | 163 000 £                                                                 | 48 000 £                                                                  |
| Elődöntő             | 440 000 £     | 81 500 £                                                                  | 24 000 £                                                                  |
| Negyeddöntő          | 226 000 £     | 41 000 £                                                                  | 11 500 £                                                                  |
| 16 között            | 117 000 £     | 21 500 £                                                                  | 5600 £                                                                    |
| 32 között            | 71 000 £      | 13 000 £                                                                  | 2800 £                                                                    |
| 64 között            | 43 000 £      | 8500 £                                                                    | 1400 £                                                                    |
| 128 között           | 27 000 £      | –                                                                         | –                                                                         |
| Összesen             | 9 600 000 £*  | 1 467 000 £*                                                              | 350 000 £                                                                 |
| Selejtező (döntő)    | 13 500 £      | *Nemenként **Csapatonként ***128-as tábla (férfiak) ****96-os tábla (nők) | *Nemenként **Csapatonként ***128-as tábla (férfiak) ****96-os tábla (nők) |
| Selejtező (2. kör)   | 6750 £        | *Nemenként **Csapatonként ***128-as tábla (férfiak) ****96-os tábla (nők) | *Nemenként **Csapatonként ***128-as tábla (férfiak) ****96-os tábla (nők) |
| Selejtező (1. kör)   | 3375 £        | *Nemenként **Csapatonként ***128-as tábla (férfiak) ****96-os tábla (nők) | *Nemenként **Csapatonként ***128-as tábla (férfiak) ****96-os tábla (nők) |
| Összesen (selejtező) | 648 000 £***  | *Nemenként **Csapatonként ***128-as tábla (férfiak) ****96-os tábla (nők) | *Nemenként **Csapatonként ***128-as tábla (férfiak) ****96-os tábla (nők) |
| Összesen (selejtező) | 486 000 £**** | *Nemenként **Csapatonként ***128-as tábla (férfiak) ****96-os tábla (nők) | *Nemenként **Csapatonként ***128-as tábla (férfiak) ****96-os tábla (nők) |